# Ладейщиков, Валерий Александрович
Вале́рий Алекса́ндрович Ладе́йщиков (литературный псевдоним — Валерий Ладэ; 25 января 1914, г. Лысьва, Пермской области, Российской империи — 26 июня 2001, г. Белореченск, Краснодарский край) — русский журналист, поэт, репрессированный в 1936—1954 гг.

## Биография
Валерий Александрович Ладейщиков родился 25 января 1914 г. в городе Лысьва Пермской области в семье заводского служащего. После окончания девятилетки работал на механическом заводе, потом в местной газете «Искра». Был членом литературной организации г. Лысьва, ее ответственным секретарем (1932-33 гг.). Печатал стихи и очерки в уральском литературно-художественном журнале «Штурм» (Свердловск), в областной комсомольской газете «На смену». В 1933 году в Москве вышла его очерковая книжка «Сталевар Труханов» . Осенью 1933 года стал студентом Уральского политехнического института (Екатеринбург).
Арестован в 1935 г. и осуждён на семь лет лагерей по обвинению в антисоветской агитации и пропаганде. В мае 1936 года на пароходе «Невастрой» прибывает в бухту Нагаево. Работал на добыче золота на приисках «Речка Утиная», «Стан Утиный» Южного ГПУ (ныне Ягоднинский район, первый поселок закрыт в середине 50-х годах, второй - в 90-х годах), на других приисках этого управления. В июне 1942 г. В. А. Ладейщиков был освобожден из лагеря по окончании срока наказания. В поселке Оротукан (центр Южного ГПУ, ныне входит в Ягоднинский район.) получил работу, квартиру, подал заявление об отправке на фронт... Однако в 1942 г. повторно осуждён Военным трибуналом войск НКВД при Дальстрое по обвинению в создании контрреволюционной организации. В декабре 1944 г. приговорён к высшей мере за участие в создании рукописного сборника «Колымская каторга». Расстрел заменён на 15 лет лагерей. Заключение отбывал в лагере Бутугычаг, где добывал оловянную руду в шахтах. Трудился также в близлежащих лагерях «Вакханка» (женский) и «Горняк» (расстояние между лагерями 3-5 км). Освобождён в 1954 г. и направлен ссыльнопоселенцем в поселок Омчак (Тенькинский район, поселок закрыт в 90-х годах). Работал по вольному найму на подстанции в Первом сетевом районе Высоковольтных сетей и продолжал литературную деятельность, печатаясь в районной и областных газетах, в альманахе «На Севере Дальнем». Летом 1956 г. освобожден из ссылки, и выехал в Иркутск. Работал на строительстве первой ГЭС на Ангаре, а после реабилитации — в областной газете «Восточно-Сибирская правда». В 1969 г. Ладейщиков переехал в г. Белореченск Краснодарского края. Официально устроился в газету «Огни Кавказа» в 1975 году и работал там по 1990 год.
Рукопись воспоминаний В. А. Ладейщикова о колымском прошлом «Записки смертника» хранится в Государственном музее истории ГУЛАГа (г. Москва), а её электронная копия — в фонде Международного института социальной истории (г. Амстердам).
Женат, есть сын, дочь и внуки.
Умер 26 июня 2001 г.